# Años 80
La década del 80 se extendió desde el 1 de enero del 80 hasta el 31 de diciembre del 89.

## Acontecimientos
- La eolipila es descrita por Herón de Alejandría.
- 81: Domiciano sucede a Tito como emperador de Roma.
- 81-84 aproximadamente: en Hispania se publica la ley Salpensa del emperador Domiciano para municipios hispanos.
- 87: Decébalo se convierte en rey de Dacia.
- 88: en Roma, Clemente sucede a Anacleto como papa.

## Personas destacadas
- Domiciano, emperador romano.
- Herón de Alejandría, matemático e inventor.